# The Still Alarm (film fra 1911)
 For alternative betydninger, se The Still Alarm. (Se også artikler, som begynder med The Still Alarm)
The Still Alarm er en amerikansk stumfilm fra 1911.